# Fritz Goebel (Mediziner)
Fritz Goebel (* 3. Juni 1888 in Bielefeld; † 1. September 1950 in München) war ein deutscher Pädiater und Hochschullehrer, der unter anderem von 1945 bis 1947 Rektor der Medizinischen Akademie Düsseldorf war. In seinen Arbeiten beschäftigte er sich insbesondere mit Stoffwechsel- und Ernährungsstörungen und beschrieb im Rahmen seiner Diagnostik von Infektionskrankheiten das nach ihm benannte Goebelsche Masernphänomen. Besondere Verdienste erwarb er sich bei der Einführung der Streptomycintherapie bei Tuberkulose.

## Herkunft
Seine Eltern waren Karl Göbel (1853–1937) – Doktor der Philosophie und Gymnasiallehrer sowie von 1889 bis 1911 Mitarbeiter der Lederfabrik Freudenberg – und dessen Ehefrau Emilie Freudenberg (1853–1935), eine Tochter des Lederfabrikanten Carl Johann Freudenberg (1819–1898). Sein Großvater war Maximilian Goebel (1811–1857), der eine Professur für evangelische Theologie an der Rheinischen Friedrich-Wilhelms-Universität Bonn innehatte und als Herausgeber der Bonner Mitschriften für die evangelische Kirche der Rheinprovinz und Westfalens historisch wertvolle Studien für die Erforschung des Pietismus leistete. Vetter seines Vaters waren die Professoren der Theologie Siegfried Goebel (1844–1928) und Hermann von der Goltz († 1906).

## Leben

### Studium und Tätigkeit in Jena und Halle
Nach dem Abitur absolvierte Goebel ein Studium der Medizin an der Rheinischen Friedrich-Wilhelms-Universität Bonn, der Albert-Ludwigs-Universität Freiburg sowie der Ludwig-Maximilians-Universität München und nahm nach erfolgter Approbation und Promotion zum Dr. med. 1913 eine Tätigkeit als Assistenzarzt am Gisela-Kinderspital in München auf. Bereits ein Jahr später wurde er 1914 zu Beginn des Ersten Weltkrieges zum Militärdienst einberufen und diente bis 1919 im Heer.
Nach Kriegsende wurde er 1919 Arzt an der Jenaer Universitäts-Kinderklinik, wo er 1922 unter Jussuf Ibrahim seine Habilitation ablegte und 1924 außerordentlicher Professor wurde.
1925 wechselte Goebel als Professor für Pädiatrie an die Universitäts-Kinderklinik Halle und war dort bis 1937 tätig. Für seine Verdienste in der Kinderheilkunde wurde er 1928 Mitglied der Deutschen Akademie der Naturforscher Leopoldina.

### Professur in Düsseldorf und Zeit des Nationalsozialismus
Während der Zeit des Nationalsozialismus war Goebel Schriftführer der Deutschen Gesellschaft für Kinderheilkunde DGfK. Die Deutsche Gesellschaft für Kinderheilkunde war auf Entscheid des Vorsitzenden Karl Stolte und seines Schriftführers Fritz Goebel der Reichszentrale für Gesundheitsführung beigetreten und führte ebenfalls im Jahre 1934 eigenmächtig neue Satzungen ein, die dem NS-Staat Kontrolle und Reglementierung erlaubten.
Nach Beendigung seiner Tätigkeit in Halle trat er 1937 die Nachfolge von Adalbert Czerny als Professor für Pädiatrie an der Medizinischen Akademie Düsseldorf an, an der er bis zu seinem Tod tätig war. Daneben war er zwischen 1938 und 1950 auch ärztlicher Direktor der Städtischen Krankenanstalten Düsseldorf.
Schon 1932 hatte Goebel auf der Mitgliederliste Namen von Mitgliedern angekreuzt, die er für jüdisch hielt. Der Druck auf jüdische Mitglieder führte zu Austritten aus der Gesellschaft. Hierzu schrieb er im Januar 1936 in seiner Funktion als Schriftführer der DGfK an deren Vorsitzenden Hans Rietschel: „Wie zu erwarten, sind eine Anzahl von nichtarischen Austritten erfolgt, und ich glaube, dass wir bald rein arisch sein werden. Diesen Weg der freiwilligen Selbstaustritte finde ich viel glücklicher, als wenn wir irgendeinen Druck ausgeübt hätten.“ 1938 wird den noch verbliebenen jüdischen Ärzten in Deutschland endgültig die Approbation entzogen. Die letzten 57 Namen jüdischer Mitglieder werden daraufhin vom Schriftführer gestrichen. Die Deutsche Gesellschaft für Kinderheilkunde war „judenfrei“.
Im Oktober 1938 schrieb er auf Wunsch von Rietschel alle „reichsdeutschen“ Mitglieder der DGfK an und forderte diese auf, dass vom jüdischen Verleger Samuel Karger am 1. April 1890 gegründeten Verlag S. Karger herausgegebene Jahrbuch für Kinderheilkunde abzubestellen und keine Beiträge mehr einzureichen. Zuvor war der Versuch, dass Jahrbuch in arische reichsdeutsche Hände zu überführen, am Widerstand des seit 1937 in der Schweiz ansässigen Verlages unter Berufung auf bestehende Verträge gescheitert.
Bei einem Gespräch mit dem stellvertretenden Leiter des Reichsgesundheitsamtes Fritz Rott kam Goebel im Februar 1939 überein, dass Goebel den angesehenen Arzt und Herausgeber des Jahrbuchs für Kinderheilkunde, Ernst Freudenberg, in einem direkten Gespräch davon zu überzeugen, dessen Mitarbeit für das Jahrbuch einzustellen, da sie „geeignet ist, nationale deutsche Interessen zu schädigen“.

### Rektor der Medizinischen Akademie Düsseldorf
Nach Ende des Zweiten Weltkrieges wurde er 1945 darüber hinaus auch Nachfolger von Hans Theodor Schreus als Rektor der Medizinischen Akademie Düsseldorf und bekleidete dieses Amt bis zu seiner Ablösung durch Erich Boden 1947.
Als solcher bot er Albert Eckstein, der dort 1935 aufgrund der Nürnberger Gesetzen als Jude diskriminiert und unter „höchst beschämenden Umständen“ entlassen wurde, einen Lehrstuhl an, den dieser jedoch ablehnte. In einem Schreiben an Eckstein führte Goebel dazu aus:
„Endlich ist es mir möglich, über die Militärregierung mich mit Ihnen in Verbindung zu setzen. Ich teile Ihnen folgende Entschließung mit, die schon im September 1945 auf der Rektorenkonferenz der Hochschulen der Britischen Zone gefasst worden ist. Nach dieser Resolution betrachten es die Universitäten und Hochschulen als Ihre Ehrenpflicht als Hochschullehrer, die aus rassischen Gründen ihren Posten verlassen mussten, wieder zu rehabilitieren. Sie werden in den kommenden Personalverzeichnissen geführt werden, und überdies war sich diese Rektorenkonferenz darüber einig, dass in allen geeigneten Fällen die Wiederherstellung ihres Charakters als deutscher Hochschullehrer, bei akademischer Verwendbarkeit ihre Verwendung in ihren früheren Amt, wenn dieses besetzt, in einem anderen gleichwertigen, bei verminderter akademischer Verwendbarkeit ihre sachgemäße Versorgung, insbesondere Ihre Emeritierung zu gewähren ist. Gegebenenfalls sind den Betreffenden ihre früheren Stellen offen zuhalten. Dieselbe Entschließung wurde betont auf der Hochschulkonferenz in Goslar vom 25.-27.2.46 auch auf die Durchführung den allergrößten Wert gelegt. Da Ihr Düsseldorfer Lehrstuhl durch meine Person ordnungsgemäß besetzt ist, habe ich an sämtliche Medizinischen Fakultäten Deutschlands geschrieben, dass bei einer Neubesetzung in allererster Linie an Sie und Ihre Person zu denken ist“
Hintergrund für Ecksteins Ablehnung war nicht nur die Rolle Goebels gewesen sein, die dieser während der Zeit des Nationalsozialismus einnahm, sondern sicherlich auch, dass er seine eigene Besetzung auf Ecksteins ehemaligem Lehrstuhl als ‚ordnungsgemäß‘ bezeichnete.
Neben seiner Tätigkeit als Arzt und Hochschullehrer befasste sich Goebels insbesondere mit Stoffwechsel- und Ernährungsstörungen und beschrieb im Rahmen seiner Diagnostik von Infektionskrankheiten das nach ihm benannte Goebelsche Masernphänomen. Weitere Schwerpunkte seiner Forschungstätigkeit betrafen Themen wie Darmparasitose, Anämie und Poliomyelitis. Besondere Verdienste erwarb er sich besonders nach dem Zweiten Weltkrieg bei der Einführung der Streptomycintherapie bei Tuberkulose.

## Leben
Er heiratete im Jahr 1915 in Koblenz Gisela von Held (* 1896), eine Tochter des Generals der Infanterie Louis von Held (1849–1927) und der Maria von Keßler. Das Paar hatte einen Sohn und zwei Töchter.